# Exarcat de Ravenna
L'exarcat de Ravenna fou un territori situat al centre de la península Itàlica que formava part de l'Imperi Romà d'Orient. Existí entre finals del segle vi i mitjans del segle viii.

## Orígens
L'any 404 Ravenna esdevingué capital de l'Imperi Romà d'Occident en temps de l'emperador Honori per la seva magnífica situació defensiva. Mantingué aquest estatus fins a la desaparició de l'Imperi d'Occident l'any 476. Amb les invasions germàniques, Odoacre primer, i Teodoric el Gran i els seus successors ostrogots després, també la mantingueren com a capital.
L'any 540, el general romà d'Orient Belisari reconquerí la ciutat per a l'Imperi, que tornà a mans ostrogodes i fou reconquerida de nou per Narses el 552. Ravenna fou establerta com a seu del governador. Però l'arribada dels longobards a la regió, que van establir-se, desfent la continuïtat territorial entre Ravenna i el sud de la península exigí una reorganització d'aquest territori per tal de donar-li més fortalesa, i sota el govern de l'emperador Maurici es creà l'Exarcat de Ravenna l'any 584.

## L'exarcat
Al capdavant de l'exarcat se situava l'exarca, representant de l'emperador i que assumia tot el poder, tant el civil com el militar. Aquest exercia el control directe sobre el territori que s'estenia des de Venècia fins a les Marques a la costa adriàtica. La resta del territori fou organitzat en una sèrie de ducats, com el ducat de Roma, el de Venècia, el de Calàbria, el de Lucània o el de Spoleto. L'exarcat constituïa la província d'Itàlia dins l'organització territorial de l'imperi. Cal esmentar que l'Imperi Romà d'Orient controlava altres territoris a Itàlia com Sicília que s'organitzava en la seva pròpia província, o Còrsega i Sardenya que formaven part de l'Exarcat d'Àfrica.
Els longobards, des de la seva capital a Pavia controlaven tota la vall del Po. Altres grups de longobards havien ocupat el ducat de Spoleto i el ducat de Benevent al sud de l'exarcat. Aquests territoris dificultaven la comunicació de l'exarcat amb els territoris romans d'Orient del sud de la península i el deixaven totalment envoltat per territoris llombards. A més, les constants disputes entre el Papa de Roma i l'emperador de Constantinoble pel poder eclesiàstic crearen a l'interior del territori un contrapoder que dificultà encara més l'existència del mateix exarcat.
Així l'exarcat va perdre territoris en benefici dels longobards: al segle vii, el Piemont, la Llombardia, el Vèneto, la Toscana i la Ligúria (640) passaren a mans llombardes. Al sud, els voltants de Nàpols i Calàbria també passaren a poder llombard. A finals del 740 l'exarcat comptava només amb Ístria, Venècia (que a poc a poc s'anava convertint en una ciutat estat), Ferrara, Ravenna i Perusa.

## Fi
Durant els segles vii i viii, a la tradicional rivalitat amb els llombards i el papa, que s'agreujà amb la crisi sobre la iconoclàstia i que acabà amb el trencament de l'església en dues faccions separades, cal afegir l'aparició d'un nou grup que en poc temps esdevingué el poder dominant de la zona, els francs.
L'any 751 els llombards ocuparen Ravenna posant fi a l'exarcat i immediatament marxaren cap a Roma. El papa demanà ajuda als francs que el 756 expulsaren els llombards. El Papa Esteve III reclamà el territori de l'antic exarcat per a sí. El franc Pipí el Breu donà els territoris al papat (confirmat per Carlemany el 774) esdevenint l'anomenat Patrimoni de Sant Pere o Estats Pontificis.

## Exarques
- Governadors militars 
  - Belisari 535-540
  - No conegut 540-544
  - Belisari 544-548 (segona vegada)
  - No conegut 549-553
  - Narses (554-568)
  - Flavi Longí (568-573)
  - Baduari (573-576)
- Exarques
  - Deci (576-585) (L'any 584 es crea oficialment de títol d'exarca)
  - Esmaragd (585-589)
  - Romà (589-598)
  - Cal·línic (598-603)
  - Esmaragd (603-611) (segon cop)
  - Joan I Lemigi (611-615)
  - Eleuteri (616-619)
  - Isaac (620-637)
  - Plató (638-648)
  - Teodor I Cal·liopes (648-649)
  - Olimp (649-652)
  - Teodor I Cal·liopes (652-666) (segon cop)
  - Gregori (666-678)
  - Teodor II (678-687)
  - Joan II Platí (687-702)
  - Teofilacte (702-710)
  - Joan III Rizocop (710-711)
  - Entiqui (711-713)
  - Escolàstic (713-726)
  - Pau (726-727)
  - Eutiqui (728-751)
- Als longobards 752-756